# Austin Powers in Goldmember
Austin Powers in Goldmember is het derde deel in een filmserie over de Engelse meesterspion Austin Powers, een parodie op James Bond. Komiek Mike Myers speelt hierin, evenals in eerdere delen, meerdere rollen naast die van het titelpersonage, in dit geval Dr. Evil, Fat Bastard en het nieuwe Nederlandse personage Goldmember.
De film verscheen in 2002 in de bioscoop. Hij werd genomineerd voor onder meer een Saturn Award voor beste kostuums en Satellite Awards voor zowel beste kostuums, beste muzieknummer in een film (Work It Out) en beste dvd.

## Verhaal
Dr. Evil (Mike Myers) en Mini Me (Verne Troyer) willen samen met Goldmember de wereld veroveren. Om dit te bereiken ontvoeren ze spion Nigel Powers (Michael Caine), de vader van Austin Powers. Powers gaat vervolgens samen met Foxxy Cleopatra (Beyoncé Knowles) op zoek naar zijn vader.

## Rolverdeling
- Mike Myers - Austin Powers, Dr. Evil, Fat Bastard, Goldmember
- Beyoncé - Foxxy Cleopatra
- Verne Troyer - Mini-Me
- Michael Caine - Nigel Powers
- Seth Green - Scott Evil
- Michael York - Basil Exposition
- Robert Wagner - Number Two
- Rob Lowe - Middle Number Two
- Evan Farmer - Young Number Two
- Fred Savage - Number Three
- Mindy Sterling - Frau Farbissina
- Aaron Himelstein - Young Austin
- Diane Mizota - Fook Mi
- Carrie Ann Inaba - Fook Yu
- Nobu Matsuhisa - Mr. Roboto
- Josh Zuckerman - Young Evil
- Eddie Adams - Young Basil
- Scott Aukerman - Young Nigel
- Nathan Lane - Mysterious Disco Man
- Tom Cruise - zichzelf
- Gwyneth Paltrow - zichzelf
- Kevin Spacey - zichzelf
- Danny DeVito - zichzelf
- Steven Spielberg - zichzelf
- Quincy Jones - zichzelf
- Britney Spears - zichzelf
- Ozzy Osbourne - zichzelf
- Sharon Osbourne - zichzelf
- Kelly Osbourne - zichzelf
- Jack Osbourne - zichzelf
- John Travolta - zichzelf
- Burt Bacharach - zichzelf